# Liste mechanisierter Zustellbasen
Die mechanisierte Zustellbasis (MechZB) ist seit 2012 neben den Paketzentren eine weitere Logistikbasis der Deutschen Post DHL.
Bis Ende 2021 wurden 90 solcher neuen Standorte errichtet. Diese sind wie auch die Paketzentren den Brief-Niederlassungen zugeordnet. Zum 1. Juli 2019 wurden diese neu strukturiert und nennen sich seitdem Niederlassung Betrieb. Jedoch gehört nicht jede Zustellbasis, die im Versorgungsbereich desselben Paketzentrums liegt, auch zur selben Niederlassung. Neuere Standorte, die im Einzelfall ausschließlich von DHL Delivery betrieben werden, nennt man auch MechDepot. Die neuen Standorte werden in der Regel von einem Investor nach Vorgaben der Deutsche Post DHL erstellt und von dieser zunächst für 15 Jahre angemietet.
[veraltet] Am 27. März 2019 hat die Deutsche Post DHL in einer Pressemitteilung angekündigt, die Beschäftigten der DHL Delivery zum 1. Juli 2019 in den Mutterkonzern einzugliedern.
| Lfd. Nr.                                                                  | Standort                                                   | Adresse                                                | Niederlassung                                          | Postleitregion                                                  | Gr. 1   | Inbetriebnahme 2                                                             | Investor | Bemerkung |
| ------------------------------------------------------------------------- | ---------------------------------------------------------- | ------------------------------------------------------ | ------------------------------------------------------ | --------------------------------------------------------------- | ------- | ---------------------------------------------------------------------------- | --- | --- |
| 1                                                                         | Braunschweig                                               | 38126 Braunschweig, Stephensonstr. 6 ⊙                 | Brief Braunschweig                                     | 39 Osterweddingen (Magdeburg)                                   | 62      | 23. Oktober 2012                                                             | Aurelis Real Estate, Eschborn                                                                                 | Die offizielle Inbetriebnahme wurde erst 6 Wochen nach dem ersten Wirkbetrieb, am 5. Dezember 2012 vollzogen. |
| 2                                                                         | Bochum (Gewerbegebiet HerBo 43)                            | 44807 Bochum, Meesmannstraße 103–106 ⊙                 | Brief Dortmund                                         | 43 Bochum seit 2020, davor 46 Dorsten                           | 60      | 22. Januar 2013                                                              | Thelen Holding, Essen                                                                                         | Im März 2013 wurde eine MechZB in Bochum auf dem ehemaligen Nokia-Gelände eingeweiht. Seit Mai 2014, DHL Kurier Abendzustellung für das Ruhrgebiet. |
| 3                                                                         | Oldenburg (Industriegebiet Tweelbäke)                      | 26135 Oldenburg, August-Wilhelm-Kühnholz-Str. 79 ⊙     | Brief Oldenburg                                        | 29 Bremen                                                       | 60      | 30. April 2013                                                               | | MechZB Oldenburg geht in Betrieb |
| 4                                                                         | Dinslaken (Gewerbegebiet Süd)                              | 46539 Dinslaken, Lanterstraße 20 ⊙                     | DHL Delivery Duisburg (davor: Brief Duisburg)          | 46 Dorsten (Essen)                                              | 48      | 14. Mai 2013                                                                 | Hellmich-Gruppe, Dinslaken                                                                                    | [ 8 ] |
| 5                                                                         | Berlin-Großbeeren (GVZ Berlin Süd)                         | 14979 Großbeeren, Osdorfer Ring 20 ⊙                   | Paket Berlin Abschnitt B (davor: Brief Berlin-Südost)  | 14 Börnicke (Berlin Nord/West)                                  | 64      | 14. Mai 2013                                                                 | | |
| 6                                                                         | Berlin-Marzahn                                             | 12681 Berlin, Pyramidenring 8 ⊙                        | Paket Berlin Abschnitt A (davor: Brief Berlin-Zentrum) | 15 Rüdersdorf (Berlin Süd/Ost)                                  | 40      | 11. Juni 2013                                                                | | Erste Berliner MechZB, zuständig für Berlin-Mitte, Lichtenberg und Marzahn, geht in Berlin-Marzahn in Betrieb. |
| 7                                                                         | Nürnberg – Leyh                                            | 90431 Nürnberg, Wittekindstraße 26–28 ⊙                | Brief Nürnberg                                         | 90 Feucht (Nürnberg)                                            | 76      | 17. September 2013                                                           | | Seit März 2014, DHL Kurier Abendzustellung |
| 8                                                                         | Berlin-Siemensstadt                                        | 13629 Berlin, Rohrdamm 11 ⊙                            | Paket Berlin Abschnitt B (davor: Brief Berlin-Nord)    | 14 Börnicke                                                     | 112     | 15. Oktober 2013                                                             | | Erste MechZB mit über 100 Zustellbezirken Wird auch nach dem Projektnamen Charlottenburg bezeichnet, obwohl Rohrdamm im Bezirk Spandau liegt. |
| 9                                                                         | Aschheim                                                   | 85609 Aschheim, Eichendorffstraße 30 ⊙                 | DHL Delivery Freising (davor: Brief Freising)          | 85 Aschheim (München)                                           | 60      | 22. Oktober 2013                                                             | kein Investor, da sich der Standort auf dem Gelände des PZ befindet                                           | Erste MechZB mit Direktanbindung an das PZ |
| 10                                                                        | Korntal-Münchingen (Gewerbegebiet Kallenberg)              | 70825 Korntal-Münchingen, Daimlerstr. 31–33 ⊙          | Brief Stuttgart                                        | 73 Köngen (Stuttgart)                                           | 72      | 29. Oktober 2013                                                             | Hugo Benzing GmbH, Korntal-Münchingen                                                                         | Erste MechZB in Baden-Württemberg, wird 3 Wochen nach der tatsächlichen Inbetriebnahme im Rahmen eines Pressetermins eingeweiht. Seit 17. Februar 2014, DHL Kurier Abendzustellung für den Großraum Stuttgart |
| 11                                                                        | Neuss-Grimlinghausen (Gewerbegebiet Blankenwasser)         | 41468 Neuss, Im Taubental 3 ⊙                          | Betrieb Düsseldorf                                     | 47 Krefeld (Düsseldorf)                                         | 60      | 12. November 2013                                                            | Vermögensverwaltung H. & H. Greve, Hamburg                                                                    | Von hier aus werden vorwiegend die Städte Neuss und Kaarst beliefert. Seit Mitte März 2014, DHL Kurier Abendzustellung für den Großraum Düsseldorf |
| 12                                                                        | Norderstedt (Gewerbegebiet Harkshörn)                      | 22844 Norderstedt, Oststraße 1a ⊙                      | Brief Hamburg-Zentrum                                  | 24 Neumünster (Kiel)                                            | 60      | 26. November 2013                                                            | | [ 18 ] |
| 13                                                                        | Karlsruhe-Knielingen (Siemens Industriepark)               | 76187 Karlsruhe, Östliche Rheinbrückenstr. 50a ⊙       | DHL Delivery Karlsruhe (davor: Brief Karlsruhe)        | 76 Bruchsal (Karlsruhe)                                         | 76      | 25. Februar 2014 13a                                                         | Chenu Immobilien, Karlsruhe                                                                                   | Wurde seit Fertigstellung des Gebäudes Ende 2013 bis zur Inbetriebnahme der Verteiltechnik als herkömmliche Zustellbasis genutzt. Seit Mitte September 2020, Abendzustellung für Amazon Prime bis 21 Uhr |
| 14                                                                        | Bonn-Auerberg                                              | 53117 Bonn, Friedrich-Wöhler-Straße 2a ⊙               | Brief Bonn                                             | 56 Neuwied (Koblenz)                                            | 96      | 25. Februar 2014 13b                                                         | Kadans Real Estate GmbH, Aachen                                                                               | Wurde seit Fertigstellung des Gebäudes Ende 2013 bis zur Inbetriebnahme der Verteiltechnik als herkömmliche Zustellbasis genutzt. |
| 15                                                                        | Lübeck (Gewerbegebiet Genin Süd)                           | 23560 Lübeck, Novgorodstraße 11–13 ⊙                   | DHL Delivery Lübeck (davor: Brief Lübeck)              | 24 Neumünster                                                   | 60      | 24. März 2014                                                                | Aurelis Real Estate, Eschborn                                                                                 | [ 21 ] [ 22 ] |
| 16                                                                        | Ginsheim-Gustavsburg (Gewerbepark am Mainspitz-Dreieck)    | 65462 Ginsheim-Gustavsburg, Robert-Bosch-Straße 2–4 ⊙  | DHL Delivery Wiesbaden (davor: Brief Wiesbaden)        | 55 Saulheim (Mainz)                                             | 76      | 22. April 2014                                                               | G 4 Logistik- und Handwerkerhof, verkauft an: Pensionskasse der Mitarbeiter der Hoechst Gruppe                | Pressemitteilung DHL Erste MechZB in Hessen gestartet. |
| 17                                                                        | Münster (Gewerbegebiet Loddenheide)                        | 48155 Münster, Gustav-Stresemann-Weg 7 ⊙               | Brief Münster                                          | 48 Greven (Münster)                                             | 60      | 6. Mai 2014                                                                  | Dr. Helmut Greve Bau- und Boden AG, Hamburg                                                                   | [ 27 ] [ 28 ] |
| 18                                                                        | Würselen (Gewerbegebiet Aachener Kreuz)                    | 52146 Würselen, Palmestraße 5 ⊙                        | DHL Delivery Köln West (davor: Brief Köln-West)        | 50 Köln                                                         | 60      | 02. Juni 2014 13c                                                            | Hellmich-Gruppe, Dinslaken                                                                                    | Es werden die Orte Alsdorf, Baesweiler, Eschweiler, Herzogenrath und Würselen versorgt. |
| 19                                                                        | Glinde                                                     | 21509 Glinde, Wilhelm-Bergner-Straße 11b ⊙             | Brief Hamburg-Zentrum                                  | 21 Hamburg                                                      | 120     | 3. Juni 2014                                                                 | BEOS AG, Berlin                                                                                               | Bisher größte MechZB wurde am 12. Juni 2014 offiziell eröffnet. |
| 20                                                                        | Hanau-Wolfgang (Technopark)                                | 63457 Hanau, Rodenbacher Chaussee 6 ⊙                  | Brief Frankfurt/Main                                   | 60 Obertshausen (Frankfurt/Main) seit 2016, davor 63 Rodgau (+) | 60      | 1. Juli 2014                                                                 | Dietz AG, Bensheim                                                                                            | Pressemitteilung DHL, Baubeschreibung Zweiter Standort in Hessen in Betrieb |
| 21                                                                        | Heilbronn (Industriegebiet Neckar)                         | 74076 Heilbronn, Salzstraße 136/1 ⊙                    | Brief Göppingen                                        | 76 Bruchsal                                                     | 72      | 1. Juli 2014                                                                 | Layher Immobilien GmbH, Güglingen-Eibensbach                                                                  | Neue Zustellbasis für Heilbronn, Neckarsulm, Bad Friedrichshall, Leingarten, Nordheim, Obersulm, Flein, Talheim und Weinsberg wird am 21. Juli 2014 offiziell eingeweiht. |
| 22                                                                        | München-Neuaubing                                          | 81249 München, Bertha-Kipfmüller-Straße 3 ⊙            | Brief München                                          | 86 Augsburg                                                     | 96      | Juli 2014                                                                    | Aurelis Real Estate, Eschborn                                                                                 | Auf dem Gelände des ehemaligen Bahn-Ausbesserungswerkes entstand bis 2014 eine MechZB. |
| 23                                                                        | Hamm-Uentrop                                               | 59071 Hamm, K’Park-Straße 18 ⊙                         | Brief Dortmund                                         | 33 Bielefeld                                                    | 60      | 19. August 2014 13d                                                          | Hellmich-Gruppe, Dinslaken                                                                                    | Die Zustellbasis soll auf der Freifläche zwischen dem GuD-Kraftwerk und dem Dupont-Gelände entstehen. |
| 24                                                                        | Tornesch (Gewerbegebiet Oha)                               | 25436 Tornesch, Lise-Meitner-Allee 19 ⊙                | Brief Kiel                                             | 24 Neumünster                                                   | 60      | 27. August 2014 13e                                                          | Dr. Helmut Greve Bau- und Boden AG, Hamburg                                                                   | Zuständig für die Bereiche Pinneberg, Elmshorn und Wedel. Wurde von Anfang November 2013 bis Mitte April 2014 als herkömmliche Zustellbasis genutzt, ist nun mit Verteiltechnik in Betrieb |
| 25                                                                        | Pforzheim                                                  | 75177 Pforzheim, Im Buchbusch 3 ⊙                      | Brief Karlsruhe                                        | 76 Bruchsal                                                     | 68      | 2. September 2014                                                            | Goodman (GELF), Luxemburg (Mutterkonzern, Sydney Australien)                                                  | Erster Standort mit Verteiltechnik der Fa. Lippert. |
| 26                                                                        | Ratingen-Lintorf                                           | 40885 Ratingen, Breitscheider Weg 150 ⊙                | Betrieb Düsseldorf                                     | 43 Bochum                                                       | 88      | 11. September 2014 14a                                                       | Kappel & Meinel, Berlin                                                                                       | Am 9. Januar 2014 wurde die neue Halle übergeben, die Verteiltechnik wird aber erst im Sommer installiert Standort im September offiziell eröffnet |
| 27                                                                        | Bielefeld-Brackwede                                        | 33647 Bielefeld, Südring 96 ⊙                          | Brief Herford                                          | 33 Bielefeld                                                    | 60      | (September 2014)                                                             | Salzgitter AG Im Sommer 2016 verkauft an Realogis GmbH, Hamburg (Realogis Real Estate Logistics Fund-Germany) | Errichtet auf einem ehemaligen Mannesmann-Gelände zwischen den Straßen Am Rohrwerk und Kammerichstraße. |
| 28                                                                        | Essen-Bergeborbeck                                         | 45356 Essen, Emscherbruchallee 12 ⊙                    | Brief Essen                                            | 46 Dorsten                                                      | 100     | 23. September 2014 13f                                                       | Hellmich-Gruppe, Dinslaken                                                                                    | Neue Zustellbasis für Essen und für Teile von Mülheim offiziell eröffnet |
| 29                                                                        | Leimen (bei Heidelberg)                                    | 69181 Leimen, Stralsunder Ring 8 ⊙                     | Brief Mannheim                                         | 67 Speyer (Mannheim)                                            | 80      | 23. September 2014                                                           | HD1 Grundstücksgesellschaft (MP Holding), Langen (Hessen), verkauft an: Aquila Capital, Hamburg               | Die offizielle Einweihung war am 29. September 2014. Bis 21. Oktober 2014 sollen alle Zustellbezirke umgezogen sein. Im November 2014 wurde der Standort vom ursprünglichen Investor verkauft. Von hier aus werden Dielheim, Dossenheim, Eppelheim, Heidelberg, Leimen, Malsch, Mühlhausen, Nußloch, Rauenberg, Sandhausen, Schriesheim und Wiesloch beliefert.                                                                               |
| 30                                                                        | Darmstadt                                                  | 64293 Darmstadt, Sensfelderweg 25 ⊙                    | Brief Wiesbaden                                        | 63 Rodgau (Darmstadt) seit 2016, davor 55 Saulheim (+)          | 68      | 30. September 2014                                                           | Dietz AG, Bensheim                                                                                            | Post baut zwischen „Tegut“-Markt und HSE-Komplex. Standort nach rund neunmonatiger Bauzeit eröffnet. |
| 31                                                                        | Moers (Gewerbegebiet Genend)                               | 47445 Moers, Heinrich-Hertz-Straße 40 ⊙                | Brief Duisburg                                         | 47 Krefeld                                                      | 72      | 8. Oktober 2014 13g                                                          | Hellmich-Gruppe, Dinslaken                                                                                    | Der Standort wurde ab November 2013, noch vor Einbau der Verteiltechnik, kurzzeitig zum jährlich wiederkehrenden Starkverkehr genutzt. Der Standort wurde im Oktober 2014 offiziell eröffnet. |
| 32                                                                        | Weil im Schönbuch (Gewerbegebiet Sol)                      | 71093 Weil im Schönbuch, Porschestraße 5 ⊙             | Brief Stuttgart                                        | 72 Eutingen (Reutlingen / Tübingen)                             | 72      | (Oktober 2014)                                                               | Hellmich-Gruppe, Dinslaken                                                                                    | Wird auch nach dem Projektnamen Holzgerlingen genannt – die Ortsgrenze verläuft 200 m weiter quer durch das Gewerbegebiet – sowie nach dem abzulösenden bisherigen Standort Böblingen bezeichnet. |
| 33                                                                        | Kassel-Fuldabrück (Industriepark Waldau)                   | 34123 Kassel, Rudolf-Diesel-Straße 12 ⊙                | Betrieb Kassel                                         | 34 Staufenberg (Kassel)                                         | 60      | 27. Oktober 2014                                                             | Hellmich-Gruppe, Dinslaken                                                                                    | Das Gebäude wurde am 6. Mai 2014 vom Investor übergeben, die Verteiltechnik soll noch rechtzeitig zum Weihnachtsgeschäft eingebaut werden. |
| 34                                                                        | Schwelm – Loh                                              | 58332 Schwelm, Rheinische Straße 45 ⊙                  | Brief Hagen                                            | 58 Hagen                                                        | 84      | 4. November 2014                                                             | Kadans Real Estate GmbH, Aachen                                                                               | Lageplan Am 10. November 2014 wurde der Standort mit einem Pressetermin offiziell eröffnet. Von hier werden die Städte Schwelm, Gevelsberg, Ennepetal, Wetter und Sprockhövel sowie Teile Hagens und Wuppertals beliefert. |
| 35                                                                        | Düsseldorf-Flingern                                        | 40233 Düsseldorf, Fichtenstraße 125 ⊙                  | Betrieb Düsseldorf                                     | 47 Krefeld                                                      | 120     | (7. November 2014)                                                           | SEGRO, London UK                                                                                              | Größte MechZB in NRW startet voraussichtlich im November 2014 Am 9. Dezember 2014 wurde der Standort mit einem Pressetermin offiziell eröffnet. |
| 36                                                                        | Ottobrunn                                                  | 85521 Ottobrunn, Finsinger Feld 5a ⊙                   | Brief München                                          | 85 Aschheim                                                     | 72      | 2. Dezember 2014                                                             | MP Holding und Isarkies, verkauft an: Höchster Pensionskasse VVaG, Frankfurt a. M.                            | Am 30. Juni 2014 wurde der Standort vom Investor MP Holding an die Deutsche Post DHL übergeben. Im Oktober 2014, noch vor der Inbetriebnahme, wurde der Standort vom ursprünglichen Investor verkauft. |
| 37                                                                        | Koblenz (Industriegebiet Rheinhafen)                       | 56070 Koblenz, Hans-Böckler-Straße 5a ⊙                | Brief Koblenz                                          | 56 Neuwied                                                      | 60      | 19. Januar 2015                                                              | Casaplan Seeliger GmbH, Saarbrücken                                                                           | Im Januar 2015 wurde die erste MechZB in Rheinland-Pfalz in Betrieb genommen. Von hier aus werden über Koblenz hinaus auch noch die Orte Mülheim-Kärlich, Bendorf, Vallendar, Lahnstein, Ransbach-Baumbach und Höhr-Grenzhausen beliefert. |
| 38                                                                        | Würzburg (Gewerbegebiet Neuer Hafen)                       | 97080 Würzburg, Veitshöchheimer Straße 9 ⊙             | Brief Würzburg                                         | 97 Kitzingen (Würzburg)                                         | 60      | 2. Februar 2015                                                              | | Am 10. April 2014 wurde mit einem symbolischen Spatenstich der Baubeginn vollzogen. Bereits Ende September 2014 soll das Gebäude fertiggestellt sein. Im Oktober 2015 wurde mit dem Einbau der Verteiltechnik begonnen. |
| 39                                                                        | Kamen                                                      | 59174 Kamen, Kamen Karree 18 ⊙                         | Brief Dortmund                                         | 58 Hagen                                                        | 60      | 3. Februar 2015 14b                                                          | | Zuständig für die Orte Kamen, Bergkamen, Unna, Holzwickede und Werne |
| 40                                                                        | Unterschleißheim                                           | 85716 Unterschleißheim, Kreuzstraße 81F ⊙              | Brief Freising                                         | 85 Aschheim                                                     | 88      | Februar 2015                                                                 | | Vom neuen Standort werden die Orte Dachau, Karlsfeld, Bergkirchen, Unter- und Oberschleißheim, Garching, Eching und Freising beliefert. |
| 41                                                                        | Waiblingen (Gewerbegebiet am Wasserturm)                   | 71332 Waiblingen, Stuttgarter Straße 132 ⊙             | Brief Stuttgart                                        | 73 Köngen                                                       | 72      | 24. Februar 2015                                                             | Habacker Holding, Düsseldorf; Ende 2015 verkauft an: Realogis Real Estate, München                            | Von hier aus werden die Orte Waiblingen, Fellbach, Schmiden, Remseck, Kernen, Weinstadt, Winnenden, Korb und Stuttgart-Bad Cannstatt beliefert. |
| 42                                                                        | Osnabrück (Gewerbegebiet Hasepark)                         | 49084 Osnabrück, An der Rosenburg 10 ⊙                 | Brief Münster                                          | 48 Greven                                                       | 60      | (zwischen Februar und März 2015) (♥)                                         | Ralph Knist, Hamburg                                                                                          | Pressetermin auf der Baustelle |
| 43                                                                        | St. Ingbert                                                | 66386 St. Ingbert, Dudweilerstr. 107 ⊙                 | Brief Saarbrücken                                      | 55 Saulheim seit 2016, davor 67 Speyer (+)                      | 72      | (zwischen Februar und März 2015) 14c (♥)                                     | Casaplan Seeliger GmbH, Saarbrücken                                                                           | Erste MechZB im Saarland |
| 44                                                                        | Brühl (Rheinland)                                          | 50321 Brühl, Sürther Straße ⊙                          | Brief Köln-West                                        | 50 Köln                                                         | 72      | 5. März 2015 14d                                                             | Hellmich-Gruppe, Dinslaken                                                                                    | Neue MechZB für Erftstadt, Wesseling, Brühl und dem Kölner Süden eröffnet. |
| 45                                                                        | Freiburg im Breisgau-Brühl (Industriegebiet Nord)          | 79108 Freiburg, Einsteinstraße 7 ⊙                     | Brief Freiburg                                         | 77 Lahr (Offenburg / Freiburg)                                  | 60      | 5. März 2015                                                                 | Hellmich-Gruppe, Dinslaken                                                                                    | Vom neuen Standort werden die Orte Freiburg, Waldkirch, Gundelfingen, Denzlingen, March und Umkirch beliefert. |
| 46                                                                        | Mannheim-Vogelstang (Taylor Campus)                        | 68309 Mannheim, Chemnitzer Straße 11 ⊙                 | Brief Mannheim                                         | 67 Speyer                                                       | 92      | 15. April 2015                                                               | Müller Projektentwicklung, Friedrichshafen                                                                    | Zuständig für die nördlichen Stadtteile Mannheims sowie für die Orte Ladenburg, Ilvesheim, Lampertheim, Viernheim, Hirschberg, Heddesheim und Weinheim. |
| 47                                                                        | Hamburg-Billbrook                                          | 22113 Hamburg, Werner-Siemens-Straße 80–84 ⊙           | DHL Delivery Hamburg (davor: Brief Hamburg-Zentrum)    | 21 Hamburg                                                      | 60      | (April 2015) (♥)                                                             | | [ 7 ] |
| 48                                                                        | Oer-Erkenschwick (Rapen)                                   | 45739 Oer-Erkenschwick, Schüttacker 25 ⊙               | Brief Essen                                            | 46 Dorsten                                                      | 72      | (zwischen April und Mai 2015) 14e (♥)                                        | Paul Lütkenhaus GmbH, Gescher (Westfalen)                                                                     | Zustellbasis in Rapen startet im Herbst 2014 ohne Verteilanlage und arbeitet durch das Weihnachtsgeschäft hindurch im Handbetrieb. Investor Paul Lütkenhaus übergibt die Halle Anfang Juli 2014 |
| 49                                                                        | Berlin-Britz (Gewerbegebiet Teltowkanal Süd)               | 12347 Berlin, Gradestraße 51 ⊙                         | Paket Berlin Abschnitt A (davor: Brief Berlin-Südost)  | 15 Rüdersdorf                                                   | 100     | (Mai 2015) 14f (♥)                                                           | Kappel & Meinel, Berlin                                                                                       | [ 119 ] [ 120 ] |
| 50                                                                        | Frankfurt-Rödelheim                                        | 60489 Frankfurt, Eschborner Landstraße 143–157 ⊙       | Brief Frankfurt/Main                                   | 60 Obertshausen seit 2016, davor 63 Rodgau (+)                  | 120     | 19.05.2015 14g                                                               | Dietz AG, Bensheim                                                                                            | Am 8. Oktober 2015 wurde im Rahmen eines Pressetermins nachträglich die Eröffnung gefeiert. Fünfter Standort in Hessen, 50. Standort insgesamt in Deutschland. (♥) |
| 51                                                                        | Germering (Gewerbegebiet Nord)                             | 82110 Germering, Lise-Meitner-Straße 3 ⊙               | Brief Rosenheim                                        | 86 Augsburg                                                     | 76      | (Mai 2015) 14h (♥)                                                           | | Von Germering aus werden die Orte Eichenau, Puchheim, Starnberg, Feldafing, Gauting, Krailling, Stockdorf, Pöcking, Starnberg, Gräfelfing und Planegg beliefert. |
| 52                                                                        | Köln-Ehrenfeld                                             | 50825 Köln, Oskar-Jäger-Str. 173 ⊙                     | Brief Köln-West                                        | 50 Köln                                                         | 100     | (Juni 2015) 14i (♥)                                                          | Aurelis Real Estate, Eschborn                                                                                 | Im August 2015 gab es zur Eröffnung nachträglich einen Pressetermin. |
| 53                                                                        | Berlin-Lichtenberg                                         | 10365 Berlin, Josef-Orlopp-Straße 72–84 ⊙              | DHL Delivery Berlin (davor: Brief Berlin-Zentrum)      | 15 Rüdersdorf                                                   | 72      | (Juli 2015) (♥)                                                              | Casaplan Seeliger GmbH, Saarbrücken                                                                           | [ 131 ] |
| 54                                                                        | Mannheim-Rheinau                                           | 68219 Mannheim, Ruhrorter Straße 6 ⊙                   | Brief Mannheim                                         | 67 Speyer                                                       | 92      | (Juli 2015) 14k (♥)                                                          | Diringer & Scheidel Wohn- und Gewerbebau, Mannheim, verkauft an: TH Real Estate und Palmira                   | Im Dezember 2014, noch vor dem eigentlichen Betriebsstart als MechZB, wurde der Standort vom ursprünglichen Investor verkauft. Von hier aus wird der Mannheimer Süden, sowie Schwetzingen, Edingen-Neckarhausen, Brühl, Plankstadt und Oftersheim beliefert. |
| 55                                                                        | Erlangen-Frauenaurach                                      | 91056 Erlangen, Graf-Zeppelin-Straße 8 ⊙               | Brief Nürnberg                                         | 90 Feucht                                                       | 60      | 28. Juli 2015                                                                | SEGRO, Düsseldorf                                                                                             | [ 133 ] |
| 56                                                                        | München-Neuhausen (City Logistik Zentrum)                  | 80639 München, Reitknechtstraße 40 ⊙                   | Brief München                                          | 85 Aschheim                                                     | 120     | 7. September 2015                                                            | kein Investor, Eigenleistung der Deutsche Post DHL                                                            | Das Gelände liegt unweit des Briefzentrum 80. Von diesem Standort aus werden Pakete nach Neuhausen, Nymphenburg, Laim und in die Innenstadt von München geliefert. |
| 57                                                                        | München-Moosach                                            | 80997 München, Am Neubruch 15 ⊙                        | Brief München                                          | 85 Aschheim                                                     | 76      | 22. September 2015                                                           | Schwarzbaum Group GbR                                                                                         | Der Schwarzbaum Group GbR wurde mit Bescheid vom 16. Sept. 2013 gemäß Art. 71 BayBO folgender Vorbescheid für Neubau einer mechanisierten Zustellbasis der Deutschen Post auf dem Grundstück Am Neubruch 15, Fl.Nr. 1860/0, Gemarkung Moosach erteilt. |
| 58                                                                        | Berlin-Mariendorf (Marienpark)                             | 12107 Berlin, Ringstraße 26 ⊙                          | DHL Delivery Berlin (davor: Brief Berlin-Südost)       | 15 Rüdersdorf                                                   | 120     | (November 2015)                                                              | BMDF Gewerbepark Berlin-Marienpark GmbH & Co                                                                  | Im Juni 2015 wurde das Richtfest gefeiert. Zukünftig sollen von hier Pakete für Mariendorf, Tempelhof, Steglitz, Friedenau, Kreuzberg und Teilen von Schöneberg ausgeliefert werden. |
| 59                                                                        | München-Milbertshofen                                      | 80809 München, Riesenfeldstraße 115 ⊙                  | Brief München                                          | 85 Aschheim                                                     |         | 17. November 2015                                                            | | Neuer Standort für München Nord. |
| 60                                                                        | Hattersheim am Main                                        | 65795 Hattersheim, Philipp-Reis-Straße 8 ⊙             | Brief Wiesbaden                                        | 60 Obertshausen seit 2016, davor 55 Saulheim (+)                | 76      | 20. November 2015                                                            | Pensionskasse der ehemaligen Hoechst-Mitarbeiter                                                              | [ 138 ] [ 139 ] |
| 61                                                                        | Wuppertal-Ronsdorf                                         | 42369 Wuppertal, Erich-Hoepner-Ring 20 ⊙               | Betrieb Düsseldorf                                     | 43 Bochum                                                       | 88      | 24. November 2015                                                            | Kadans Real Estate GmbH, Aachen                                                                               | [ 140 ] [ 141 ] |
| 62                                                                        | Efringen-Kirchen (bei Lörrach)                             | 79588 Efringen-Kirchen, Im Schlöttle 15 ⊙              | Brief Freiburg                                         | 77 Lahr                                                         | 72      | März 2016 15a                                                                | Hellmich-Gruppe, Dinslaken                                                                                    | Von hier werden die Orte Weil am Rhein, Lörrach, Grenzach-Wyhlen, Rheinfelden und Teile von Efringen-Kirchen beliefert. |
| 63                                                                        | Kleinmachnow (Europarc Dreilinden)                         | 14532 Kleinmachnow, Hermann-von-Helmholtz-Straße 3–7 ⊙ | DHL Delivery Berlin                                    | 14 Börnicke                                                     | 120     | 18. Mai 2016                                                                 | | Von Kleinmachnow aus, werden die Bereiche Potsdam, die Region Teltow, Teltow-Fläming und Teile von Berlin versorgt. |
| 64                                                                        | Neusäß (GVZ Region Augsburg)                               | 86356 Neusäß, Regensburger Straße 9 ⊙                  | DHL Delivery Augsburg                                  | 86 Augsburg                                                     | 76      | 31. Mai 2016                                                                 | | [ 149 ] |
| 65                                                                        | Mainz-Hechtsheim (Wirtschaftspark Rhein Main)              | 55129 Mainz, Barcelona-Allee 32 ⊙                      | Brief Mainz                                            | 55 Saulheim                                                     | 76      | 13. Juni 2016                                                                | | Insbesondere für Mainz-Innenstadt und angrenzende Stadtteile sowie der Bereich Richtung Ingelheim zuständig. |
| 66                                                                        | Essen-Horst                                                | 45279 Essen, Kleine Ruhrau 16 ⊙                        | Brief Essen                                            | 46 Dorsten                                                      |         | 6. Juli 2016                                                                 | ein Konsortium mit einer großen deutschen Bank                                                                | Zweite MechZB für Essen beliefert Teile von Essen und den Bereich Hattingen |
| 67                                                                        | Hannover-Nordstadt (Hauptgüterbahnhof)                     | 30167 Hannover, Weidendamm 24 ⊙                        | DHL Delivery Hannover                                  | 30 Hannover                                                     | 88      | Juli 2016                                                                    | Aurelis Real Estate, Eschborn                                                                                 | [ 156 ] [ 157 ] |
| 68                                                                        | Berlin-Weißensee                                           | 13088 Berlin, Nüßlerstraße 38 ⊙                        | DHL Delivery Berlin                                    | 14 Börnicke                                                     |         | 23. August 2016                                                              | | Von der achten MechZB im Großraum Berlin werden die Orte Pankow, Weißensee und Niederschönhausen beliefert. |
| 69                                                                        | Dortmund-Wambel (Logistik-Park Westfalenhütte)             | 44145 Dortmund, Warmbreitbandstraße 4 ⊙                | Brief Dortmund                                         | 46 Dorsten                                                      | 100     | 23. September 2016                                                           | Hellmich-Gruppe, Dinslaken                                                                                    | Von der Westfalenhütte aus werden Kunden im Dortmunder Osten und Süden beliefert. |
| 70                                                                        | Iserlohn – Sümmern (Gewerbegebiet Rombrock)                | 58640 Iserlohn, Auf der Kisse 1 ⊙                      | Brief Hagen                                            | 58 Hagen                                                        | 68      | (März 2017)                                                                  | | Von hier werden die Orte Iserlohn, Hemer, Menden und Schwerte versorgt. |
| 71                                                                        | Köln-Gremberghoven                                         | 51149 Köln, Josef-Linden-Weg 8 ⊙                       | DHL Delivery Bonn                                      | 50 Köln                                                         | 100     | 07.04.2017 16a                                                               | kein Investor, Eigenleistung der Deutsche Post DHL                                                            | Der Standort wurde bereits ab November 2016 ohne Verteiltechnik genutzt. |
| 72                                                                        | Dresden-Mickten (Sigma Technopark)                         | 01139 Dresden, Marie-Curie-Straße 14 ⊙                 | Brief Dresden                                          | 01 Ottendorf-Okrilla (Dresden)                                  | 72      | 5. Mai 2017                                                                  | | Erste MechZB in Mitteldeutschland, beliefert die Orte Blasewitz, Hellerberge, Johannstadt, Kaditz, Mickten, Neustadt, Pieschen, Striesen, Trachau, Übigau sowie Cotta, Coswig, Freital, Pirna, Radeberg und Weinböhla. Zusätzlich erfolgt von hier auch die Abendzustellung. |
| 73                                                                        | Nürnberg-Langwasser                                        | 90471 Nürnberg, Poststraße 6 ⊙                         | Brief Nürnberg                                         | 90 Feucht                                                       | 60      | Mai 2017 16b                                                                 | | Südlich des Briefzentrum Nürnberg. Wurde bereits Ende 2016 ohne Verteiltechnik betrieben. |
| 74                                                                        | Hannover-Anderten                                          | 30559 Hannover, Kleiner Holzhägen ⊙                    | DHL Delivery Hannover                                  | 30 Hannover                                                     | 88      | (Frühjahr 2017) 15b                                                          | kein Investor, da sich der Standort auf dem erweiterten Gelände des PZ befindet                               | Westlich des bestehenden Paketzentrums gelegen ist dies nach Aschheim der zweite Standort mit einer direkten Anbindung an das PZ. Ab Oktober 2015 ohne Verteiltechnik betrieben. 2016 wurde der Technikeinbau zugunsten des neuen Standortes Hannover-Nordstadt verschoben. Die Förderbrücke zwischen den Gebäuden wurde erst kurz vor dem Einbau der Verteiltechnik erstellt.                                                                |
| 75                                                                        | Düsseldorf-Benrath (Segro-Park)                            | 40589 Düsseldorf, Bonner Straße 225 ⊙                  | Betrieb Düsseldorf                                     | 47 Krefeld                                                      | 120     | Juni 2017 16c                                                                | SEGRO, London UK                                                                                              | Ab November 2016 ist der neue Standort zunächst als herkömmliche Zustellbasis genutzt worden. Im Juni 2017 soll die Verteiltechnik in Betrieb genommen werden. |
| 76                                                                        | Frechen (Gewerbegebiet Europark)                           | 50226 Frechen, Europaallee 41 ⊙                        | DHL Delivery Köln West                                 | 50 Köln                                                         | 80      | Juni 2017 16d                                                                | Hellmich-Gruppe, Dinslaken                                                                                    | Ersetzt den ursprünglich geplanten Standort Köln-Marsdorf. Liegt nur 500 m vom Briefzentrum entfernt direkt am Autobahnkreuz Köln-West. |
| 77                                                                        | Reutlingen-Betzingen                                       | 72770 Reutlingen, Auchtertstraße 5 ⊙                   | DHL Delivery Reutlingen                                | 72 Eutingen                                                     | 64      | September 2017 16e                                                           | U. + R. Schaal Besitz GmbH, Reutlingen                                                                        | [ 173 ] [ 174 ] |
| 78                                                                        | Neu-Ulm – Offenhausen (Gewerbegebiet Max-Eyth-Straße)      | 89231 Neu-Ulm, Otto-Hahn-Straße 28 ⊙                   | Brief Ravensburg                                       | 89 Günzburg (Ulm)                                               | 72      | 1. Oktober 2017                                                              | Robert Straub, 2017 verkauft an: Savills Investment Management, Fonds: ELF 2                                  | [ 175 ] [ 176 ] |
| 79                                                                        | Chemnitz-Hilbersdorf (ehem. Reichsbahnausbesserungswerk)   | 09131 Chemnitz, Frankenberger Straße 151 ⊙             | Brief Leipzig                                          | 08 Neumark (Zwickau / Chemnitz)                                 | 60      | Eröffnung am 10. November 2017 (teilw. in Betrieb bereits seit 40. KW 2017). | Hellmich-Gruppe, Dinslaken                                                                                    | Im Mai 2017 wurde das Richtfest gefeiert. |
| 80                                                                        | Osterholz-Scharmbeck – Heilshorn                           | 27711 Osterholz-Scharmbeck, Sachsenring 20 ⊙           | DHL Delivery Bremen                                    | 29 Bremen                                                       | 100     | Juni 2018 17                                                                 | kein Investor, Eigenleistung der Deutsche Post DHL                                                            | [ 179 ] [ 180 ] |
| 81                                                                        | Paderborn (Gewerbegebiet Mönkeloh)                         | 33106 Paderborn, Navarrastraße 10 ⊙                    | Brief Herford                                          | 33 Bielefeld                                                    | 60      | 17. September 2018                                                           | kein Investor, Eigenleistung der Deutsche Post DHL                                                            | Für Paderborn (Kernstadt), Elsen, Schloß Neuhaus und Bad Lippspringe. |
| 82                                                                        | Leipzig – Abtnaundorf (Gewerbepark An der Berliner Brücke) | 04347 Leipzig, Rackwitzer Straße 58 ⊙                  | Betrieb Leipzig                                        | 04 Radefeld (Leipzig)                                           | 72      | Februar 2019 18a                                                             | | Von hier aus wird das gesamte Gebiet innerhalb des Autobahnring Leipzig beliefert. |
| 83                                                                        | Münster (Industriegebiet Hessenweg)                        | 48157 Münster, Hessenbusch 151 ⊙                       | Betrieb Münster                                        | 48 Greven                                                       | 60      | August 2019                                                                  | kein Investor, Eigenleistung der Deutsche Post DHL                                                            | Von hieraus werden die Orte Gievenbeck, Roxel, Coerde, Kinderhaus und Teile des Kreuzviertels vom Hessenbusch beliefert. |
| 84                                                                        | Erfurt (Güterverkehrszentrum)                              | 99098 Erfurt, An der Flurscheide 2b ⊙                  | Betrieb Erfurt                                         | 99 Nohra (Erfurt / Weimar)                                      | 60      | 3. Dezember 2019 18b                                                         | kein Investor, Eigenleistung der Deutsche Post DHL                                                            | Der erste Standort in Thüringen, liegt unweit des Briefzentrum 99. |
| 85                                                                        | Krefeld                                                    | 47804 Krefeld, Anrather Straße 640 ⊙                   | Betrieb Duisburg                                       | 47 Krefeld                                                      |         | September 2020                                                               | kein Investor, da sich der Standort auf dem erweiterten Gelände des PZ befindet                               | Der 3. Standort auf dem erweiterten Gelände eines Paketzentrum und davon der Erste ohne Gebäudeverbindung. Gleichzeitig ist dies ein Prototyp, der sich Mini- oder Slim-MechZB nennt, da sich an dieser Verteilanlage lediglich zu einer Längsseite des Gebäudes hin Endstellen befinden. |
| 86                                                                        | Kiel-Wellsee (Gewerbegebiet Wellsee)                       | 24145 Kiel, Edisonstraße 3b ⊙                          | Betrieb Kiel                                           | 24 Neumünster                                                   |         | (Ende 2020)                                                                  | kein Investor, Eigenleistung der Deutsche Post DHL                                                            | Mini-MechZB |
| 87                                                                        | Großmehring (Interpark)                                    | 85098 Großmehring, Gutenbergstraße 2a ⊙                | Betrieb Freising                                       | 93 Regensburg                                                   | 46 + 21 | 28. April 2021                                                               | | Mini-MechZB mit zusätzlich angeschlossener Modulsortierung. Beliefert wird von hieraus der Großraum Ingolstadt. |
| 88                                                                        | Wuppertal-Nord                                             | 42285 Wuppertal, Schwesterstraße 62 ⊙                  | Betrieb Düsseldorf                                     | 43 Bochum                                                       | 100     | Oktober 2021 20                                                              | N. N. | [ 189 ] [ 190 ] |
| 89                                                                        | Langgöns (Gewerbegebiet Lützelwiesen)                      | 35428 Langgöns, Am Mandlerwasen 1 ⊙                    | Betrieb Gießen                                         | 60 Obertshausen                                                 | 72      | November 2021 18c                                                            | kein Investor, Eigenleistung der Deutsche Post DHL                                                            | In der Nähe des Briefzentrum Gießen gelegen, versorgt dieser Standort die Orte Langgöns, Gießen, Wetzlar, Wettenberg, Buseck, Pohlheim und Lollar. |
| 90                                                                        | Stuttgart (ehemaliges Paketpostamt)                        | 70191 Stuttgart, Ehmannstr. 80-82 ⊙                    | Betrieb Stuttgart                                      | 73 Köngen                                                       | 119     | 15. November 2021                                                            | Bestandsimmobilie                                                                                             | Dies ist die erste MechZB in Stuttgart, die Vierte der Niederlassung und der Region sowie die vierte Paketzustellbasis in Stuttgart. Der Standort ist in dreierlei Hinsicht einzigartig: Zum einen wurde die neue Verteilanlage in einem bestehenden Gebäude errichtet, zweitens wurde hierbei von der Fa. Lippert ein Quergurtsorter der Fa. Interroll verbaut und drittens werden hier Pakete für mehrere andere Zustellbasen feinsortiert. |
| 91                                                                        | Weingarten (Baden)                                         | 76356 Weingarten, Am Eisweiher 1-3 ⊙                   | Betrieb Karlsruhe                                      | 76 Bruchsal                                                     |         | Oktober 2022 21                                                              | | Mini-MechZB wird kombiniert auch für Verbundzustellung genutzt. |
| 92                                                                        | Hamburg-Schnelsen                                          | 22457 Hamburg, Flagentwiet ⊙                           | Betrieb Hamburg                                        | 21 Hamburg                                                      | 40 X2   | Februar 2023                                                                 | | Diese Mini-MechZB stellt erneut einen Prototyp dar. An dieser Verteilanlage wurden die Endstellen erstmals paarweise gegenläufig über Kreuz errichtet. Die so entstandene Lücke neben jeder Endstelle wird genutzt, um die Pakete für einen zweiten Zustellbezirk je Endstelle abzustellen. Dieser Standort ist ebenfalls für Verbundzustellung vorgesehen.                                                                                   |
| Standorte in Bau oder vorübergehend als herkömmliche Zustellbasis genutzt |                                                            |                                                        |                                                        |                                                                 |         |                                                                              | | |
|                                                                           | -                                                          |                                                        |                                                        |                                                                 |         |                                                                              | | |
| Standorte in Planung                                                      |                                                            |                                                        |                                                        |                                                                 |         |                                                                              | | |
|                                                                           | Köngen                                                     | 73257 Köngen ⊙                                         | Brief Göppingen                                        | 73 Köngen                                                       |         |                                                                              | | Im Zusammenhang mit der Erweiterung des Geländes des Paketzentrum Köngen, ist dort auch eine MechZB geplant. |
| Orte verworfener Planung                                                  |                                                            |                                                        |                                                        |                                                                 |         |                                                                              | | |
| –                                                                         | Fürth-Bislohe                                              | 90765 Fürth, Industriestraße                           | Brief Nürnberg                                         | 90 Feucht                                                       |         |                                                                              | | Ist mittlerweile durch den Standort Erlangen ersetzt worden. |
| –                                                                         | Köln-Marsdorf                                              | 50858 Köln, Rheinische Allee                           | Brief Köln-West                                        | 50 Köln                                                         |         |                                                                              | | Der Bauantrag wurde von der Stadt Köln im Oktober 2015 abgelehnt. Ist mittlerweile durch den Standort Frechen ersetzt worden. |
| –                                                                         | Ludwigshafen-Mundenheim                                    | 67059 Ludwigshafen, Ernst-Boehe-Straße 23              | Brief Mainz                                            | 67 Speyer                                                       | 100     |                                                                              | | Auf dem Gelände des Briefzentrum 67 war 2014 eine MechZB für Ludwigshafen geplant. Ist mittlerweile durch die Standorte Mannheim-Vogelstang und Mannheim-Rheinau ersetzt worden. |

- Zum Ende des Jahres 2013 wurden die Standorte 13a Karlsruhe und 13b Bonn parallel zum Einbau der Verteilanlage als herkömmliche Zustellbasis genutzt. Beide Standorte gingen am 25. Februar 2014 als MechZB in Betrieb.
- Zum Ende des Jahres 2013 wurden die Standorte 13c Würselen, 13d Hamm, 13e Tornesch, 13f Essen und 13g Moers noch vor dem Einbau der Verteilanlage als herkömmliche Zustellbasis genutzt.
- Im Verlauf des Jahres 2014 sind vom Jahresanfang bis in den Sommer bereits die Standorte 14a Ratingen, 14b Kamen und 14e Oer-Erkenschwick fertiggestellt und ohne Verteiltechnik betrieben worden.
- Zum Ende des Jahres 2014 wurden die Standorte 14c St. Ingbert, 14d Brühl, 14f Berlin-Britz, 14g Frankfurt-Rödelheim, 14h Germering, 14i Köln-Ehrenfeld und 14k Mannheim-Rheinau zunächst als herkömmliche Zustellbasen genutzt.
- Zum Ende des Jahres 2015 wurden die Standorte 15a Efringen-Kirchen und 15b Hannover-Anderten zunächst ohne Verteiltechnik betrieben.
- Zum Ende des Jahres 2016 wurden die Standorte 16a Köln-Gremberghoven, 16b Nürnberg-Langwasser, 16c Düsseldorf-Benrath, 16d Frechen und 16e Reutlingen-Betzingen zunächst als herkömmliche Zustellbasen genutzt.
- Vom Ende des Jahres 2017 wurde der Standort 17 Osterholz-Scharmbeck bis zu seiner eigentlichen Inbetriebnahme als MechZB im Juni 2018, durchgehend als herkömmliche Zustellbasis genutzt.
- Seit Ende des Jahres 2018 wurden die Standorte 18a Leipzig, 18b Erfurt und 18c Langgöns bis zu ihrer eigentlichen Inbetriebnahme als MechZB, durchgehend als herkömmliche Zustellbasis genutzt.
- Der Standort 20 Wuppertal-Clausen wurde ab Juni 2020 bis zu seiner eigentlichen Inbetriebnahme als MechZB im Oktober 2021, zunächst ohne Verteiltechnik betrieben.
- Der Standort 21 Weingarten wurde ab September 2021 bis zu seiner eigentlichen Inbetriebnahme als MechZB im Oktober 2022, zunächst ohne Verteiltechnik betrieben.

(♥) Im Jahr 2015 kam es vom Frühjahr bis in den Sommer zum Arbeitskampf der Gewerkschaft Ver.di mit der Deutschen Post AG (→ Poststreik 2015). Davon waren hauptsächlich die Niederlassungen Brief und somit auch die Paketzustellung betroffen. Deshalb wurden in diesem Zeitraum für die Eröffnung neuer Standorte keine Pressemitteilungen herausgegeben und es fanden auch keine Pressetermine statt. Daher sind die tatsächlichen Inbetriebnahme-Daten solcher Standorte bis heute unbekannt.
(+) Im Frühjahr 2016 wurde das neue Paketzentrum 60 Obertshausen im bisherigen Versorgungsgebiet des PZ 63 Rodgau eröffnet. Im Herbst desselben Jahres wurden die Gebiete zwischen PZ 55 Saulheim, PZ 60 Obertshausen und PZ 63 Rodgau und deren Außengrenzen zu anderen umliegenden Paketzentren nochmals angepasst.